# Pafnucio
San Pafnucio (ca. 251 - Egipto, 360) fue un discípulo de San Antonio Abad y obispo de una ciudad en la Tebaida.
Pafnucio fue monje del monasterio de Pispir del cual salió para ser obispo en la mencionada ciudad, cuyo nombre se ignora. Fue perseguido durante las persecuciones de Galerio, Maximiano y Maximino Daya por lo que fue condenado a trabajar en las minas después de habérsele arrancado el ojo derecho.
Una vez puesto en libertad, combatió el arrianismo. Se ha pensado que asistió al concilio general de Nicea (325), pero se ha demostrado que no fue así. El emperador Constantino lo trató con singular deferencia. Su nombre está inscrito en el martirologio romano el día 11 de septiembre, mientras que la Iglesia ortodoxa celebra su memoria el 19 de abril. Se cree que fue el director espiritual de Santa Thais. Es conocido como uno de los Padres del yermo.
En la cultura popular, es el santo que ayuda a encontrar objetos perdidos junto a San Antonio de Padua.[cita requerida]